# 란톈 원인
란톈 원인(藍田原人)은 구석기 시대 중기에 살던 화석인류로 호모 에렉투스의 아종이다. 한때 시난트로푸스 란티아넨시스 라고 불리기도 했으며 1963년 우 주캉에 의해 발견되었다. 중국 산시성의 란톈현에서 발견되었다. 플라이스토세 중기에 살았다. 중국 섬서성 남전현에서 발견되었다. 처음 발견된 화석은 60만년 전으로 베이징 원인보다 약간 앞선 시대였으며, 뒤에 발견된 화석 두개골의 연대는 110만년 전까지 거슬러 올라간다.
북경 원인 보다 오래전에 살았으며 위안머우 원인보다는 더 늦게 생긴 것으로 보인다. 학명은 시난트로푸스 란티아넨시스였다가 호모 에렉투스로 분류되어 호모 에렉투스 란티아넨시스로 불린다.

## 같이 보기
- 베이징 원인
- 난징 원인
- 딩춘 인
- 신둥 인
- 산딩둥인